# Isoperla tripartita
Isoperla tripartita is een steenvlieg uit de familie Perlodidae. De wetenschappelijke naam van de soort is voor het eerst geldig gepubliceerd in 1954 door Illies.